# Omicron Aquilae
Désignations
Omicron Aquilae est une étoile binaire de la constellation de l'Aigle, située à ∼ 62,6 a.l. (∼ 19,2 pc) de la Terre.